# Gornji Grad
Gornji Grad este o localitate din comuna Gornji Grad, Slovenia, cu o populație de 922 de locuitori.